# Josef Panchartek
Josef Panchartek (14. května 1932 Pardubice – 24. srpna 2022) byl český chemik a vysokoškolský pedagog, v letech 1990 až 1991 první polistopadový rektor Vysoké školy chemicko-technologické v Pardubicích. 

## Život
Narodil se v květnu 1932 v Pardubicích. V roce 1954 získal titul inženýra po absolvování studia chemie na Vysoké škole chemicko-technologické v Pardubicích. Ve městě poté deset let působil jako zaměstnanec Výzkumného ústavu organických syntéz ležícím v pardubické části Rybitví. V roce 1963 se stal kandidátem chemických věd a v roce 1964 přešel na svou alma mater, kde začal působit jako učitel na její Katedře organické chemie. V roce 1973 se habilitoval v oboru organická chemie.
Po sametové revoluci se v roce 1990 stal prvním demokraticky zvoleným rektorem pardubické univerzity, když ve funkci vystřídal Ivana Machače. Již v roce 1991 jej však ve funkci vystřídal Ladislav Kudláček. V letech 1991 až 1992 Panchartek působil jako prorektor univerzity pro pedagogické záležitosti. V roce 1992 odešel do starobního důchodu, ovšem na své alma mater působil i nadále, když zde v letech 1994 až 1996 vyučoval chemickou terminologii na Ústavu jazyků a humanitních studií.
V roce 2000 mu rektor Miroslav Ludwig udělil mediali rektora za zásluhy o univerzitu. Josef Panchartek zemřel v srpnu 2022 ve věku 90 let.